# Chymomyza pectinifemur
Chymomyza pectinifemur är en tvåvingeart som beskrevs av Oswald Duda 1927. Chymomyza pectinifemur ingår i släktet Chymomyza och familjen daggflugor. Inga underarter finns listade i Catalogue of Life.